# Myrmecia
Myrmecia Fabricius, 1804 è un genere di formiche appartenente alla sottofamiglia delle Myrmeciinae, comunemente note, per la loro aggressività, come "formiche bulldog". Comprende circa 90 specie, tutte caratterizzate dalle grosse dimensioni che vanno dai 15 mm per le specie più piccole, ai 40 mm per le specie più grandi.
Anche se in passato queste formiche popolavano gran parte del globo, oggi le si trova soltanto in Australia (fatta eccezione per la specie Myrmecia apicalis che può essere rinvenuta in Nuova Caledonia).

## Biologia
Queste agili e grandi formiche hanno dei caratteristici occhi grandi e si contraddistinguono per la loro aggressività legata alla loro esile mandibola e agli evidenti pungiglioni.
Queste formiche sono ben note in Australia per il loro comportamento aggressivo e le loro dannose punture.
Il veleno di queste formiche può indurre shock anafilattico nelle vittime allergiche. Come per le più gravi reazioni allergiche, se non trattata, il veleno può essere letale per molte specie viventi.
Questi esemplari sono anche conosciuti per la loro vista molto potente, che riesce a scorgere ogni movimento anche a distanza di un metro.
Nella specie Myrmecia pyriformis è stata documentata la presenza di formiche operaie femmine chiamate gamergates che, in caso di morte della regina, sono in grado di accoppiarsi e di riprodursi con i maschi.
Una colonia di Myrmecia pyriformis senza regina è stata raccolta nel 1998 e tenuta in cattività, durante la quale le gamergates hanno prodotto formiche operaie per tre anni.
Tale modalità, comune tra le specie della sottofamiglia Ponerinae, potrebbe essere presente anche in altre specie della sottofamiglia Myrmeciinae.

### Alimentazione
Gli esemplari di Myrmecia si nutrono sia di altri animali (piccoli insetti perlopiù) o anche di nettare, melata (liquido appiccicoso prodotto dagli afidi), funghi, frutta o semi. La dieta varia poi a seconda dello stato di crescita dell'insetto: solo le larve si nutrono infatti di altri insetti i quali vengono loro procurati dalle formiche operaie. Gli esemplari adulti si nutrono invece di prodotti vegetali. Essi sono anche in grado di regurgitare il loro bolo alimentare per fornirlo, in caso di necessità, ad altri individui (trofallassi).

## Tassonomia
Comprende le seguenti specie:
- Myrmecia aberrans Forel, 1900
- Myrmecia acuta Ogata & Taylor, 1991
- Myrmecia analis Mayr, 1862
- Myrmecia apicalis Emery, 1883
- Myrmecia arnoldi Clark, 1951
- Myrmecia athertonensis Forel, 1915
- Myrmecia auriventris Mayr, 1870
- Myrmecia borealis Ogata & Taylor, 1991
- Myrmecia brevinoda Forel, 1910
- Myrmecia browningi Ogata & Taylor, 1991
- Myrmecia callima (Clark, 1943)
- Myrmecia cephalotes (Clark, 1943)
- Myrmecia chasei Forel, 1894
- Myrmecia chrysogaster (Clark, 1943)
- Myrmecia clarki Crawley, 1922
- Myrmecia comata Clark, 1951
- Myrmecia croslandi Taylor, 1991
- Myrmecia cydista (Clark, 1943)
- Myrmecia desertorum Wheeler, 1915
- Myrmecia dichospila Clark, 1938
- Myrmecia dimidiata Clark, 1951
- Myrmecia dispar (Clark, 1951)
- Myrmecia elegans (Clark, 1943)
- Myrmecia erecta Ogata & Taylor, 1991
- Myrmecia esuriens Fabricius, 1804
- Myrmecia eungellensis Ogata & Taylor, 1991
- Myrmecia exigua (Clark, 1943)
- Myrmecia fabricii Ogata & Taylor, 1991
- Myrmecia ferruginea Mayr, 1876
- Myrmecia flammicollis Brown, 1953
- Myrmecia flavicoma Roger, 1861
- Myrmecia forceps Roger, 1861
- Myrmecia forficata (Fabricius, 1787)
- Myrmecia formosa Wheeler, 1933
- Myrmecia froggatti Forel, 1910
- Myrmecia fucosa Clark, 1934
- Myrmecia fulgida Clark, 1951
- Myrmecia fulviculis Forel, 1913
- Myrmecia fulvipes Roger, 1861
- Myrmecia fuscipes Clark, 1951
- Myrmecia gilberti Forel, 1910
- Myrmecia gratiosa Clark, 1951
- Myrmecia gulosa (Fabricius, 1775)
- Myrmecia harderi Forel, 1910
- Myrmecia hilli (Clark, 1943)
- Myrmecia hirsuta Clark, 1951
- Myrmecia infima Forel, 1900
- Myrmecia inquilina Douglas & Brown, 1959
- Myrmecia loweryi Ogata & Taylor, 1991
- Myrmecia ludlowi Crawley, 1922
- Myrmecia luteiforceps Wheeler, 1933
- Myrmecia mandibularis Smith, 1858
- Myrmecia maura Wheeler, 1933
- Myrmecia maxima Moore, 1842
- Myrmecia michaelseni Forel, 1907
- Myrmecia midas Clark, 1951
- Myrmecia minuscula Forel, 1915
- Myrmecia mjobergi Forel, 1915
- Myrmecia nigra Forel, 1907
- Myrmecia nigriceps Mayr, 1862
- Myrmecia nigriscapa Roger, 1861
- Myrmecia nigrocincta Smith, 1858
- Myrmecia nobilis (Clark, 1943)
- Myrmecia occidentalis (Clark, 1943)
- Myrmecia pavida Clark, 1951
- Myrmecia petiolata Emery, 1895
- Myrmecia picta Smith, 1858
- Myrmecia picticeps Clark, 1951
- Myrmecia piliventris Smith, 1858
- Myrmecia pilosula Smith, 1858
- Myrmecia potteri (Clark, 1951)
- Myrmecia pulchra Clark, 1929
- Myrmecia pyriformis Smith, 1858
- Myrmecia queenslandica Forel, 1915
- Myrmecia regularis Crawley, 1925
- Myrmecia rowlandi Forel, 1910
- Myrmecia rubicunda (Clark, 1943)
- Myrmecia rubripes Clark, 1951
- Myrmecia rufinodis Smith, 1858
- Myrmecia rugosa Wheeler, 1933
- Myrmecia simillima Smith, 1858
- Myrmecia subfasciata Viehmeyer, 1924
- Myrmecia swalei Crawley, 1922
- Myrmecia tarsata Smith, 1858
- Myrmecia tepperi Emery, 1898
- Myrmecia testaceipes (Clark, 1943)
- Myrmecia tridentata Ogata & Taylor, 1991
- Myrmecia urens Lowne, 1865
- Myrmecia varians Mayr, 1876
- Myrmecia vindex Smith, 1858

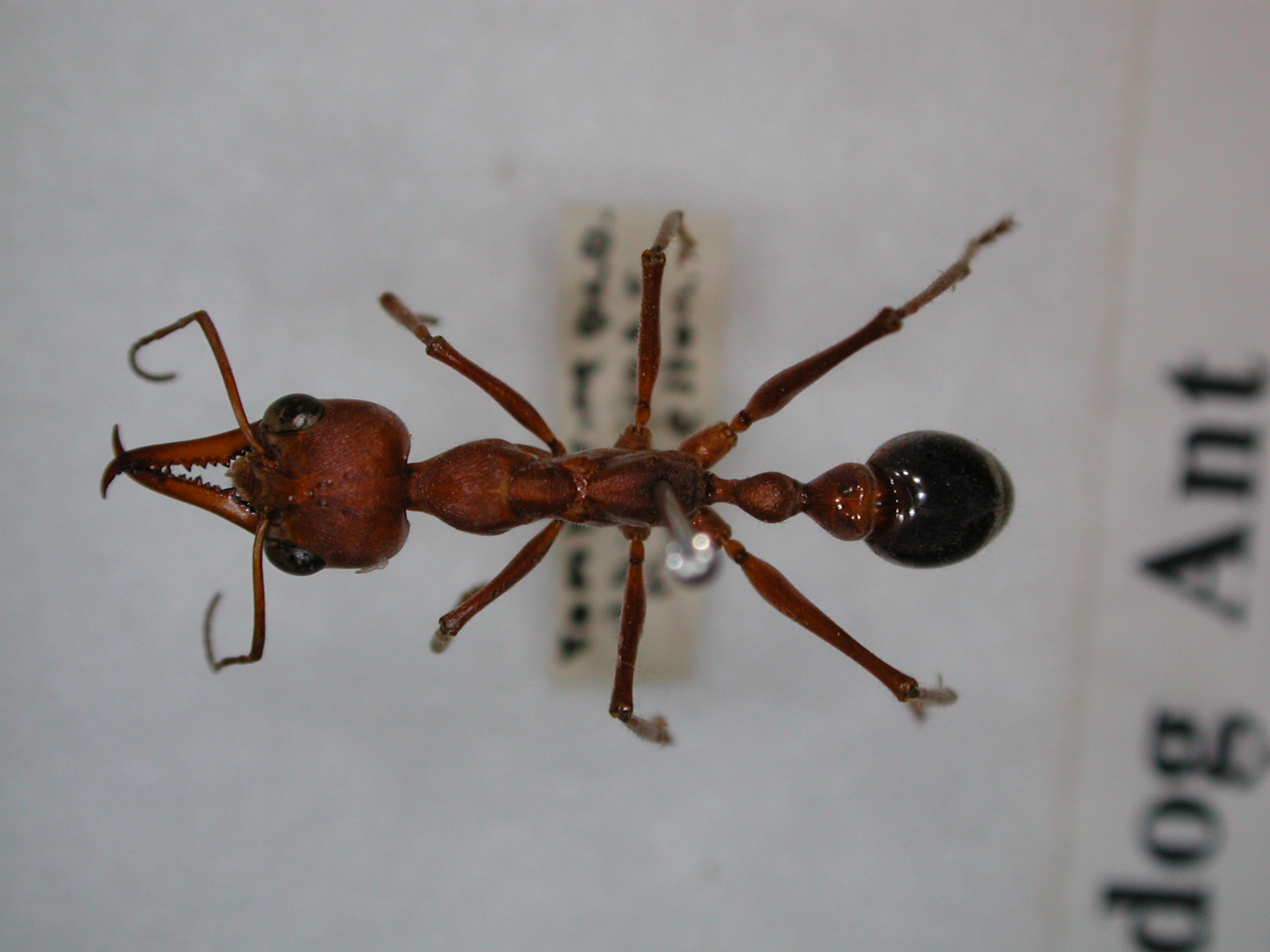
Myrmecia brevinoda
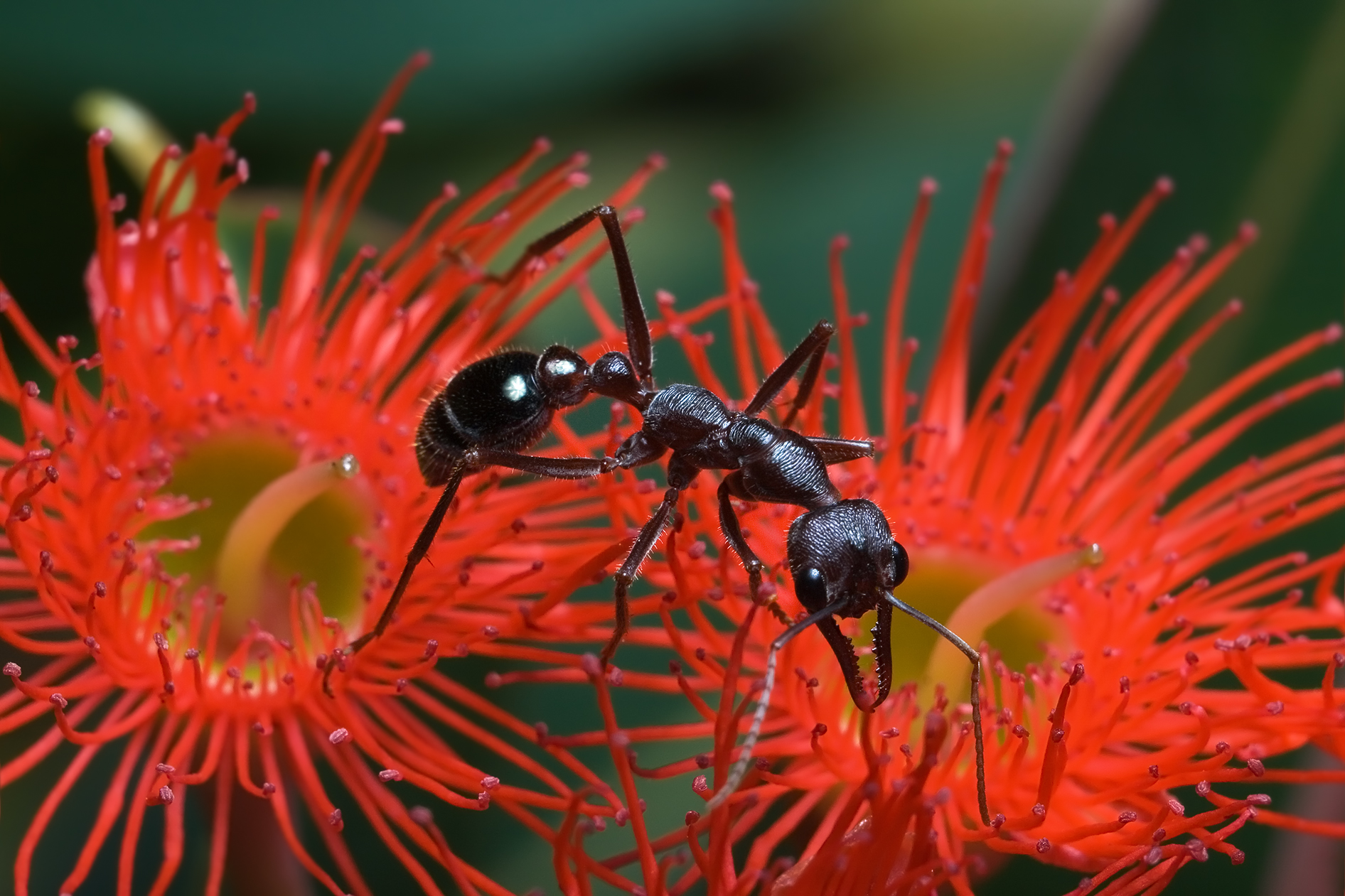
Myrmecia fortificata
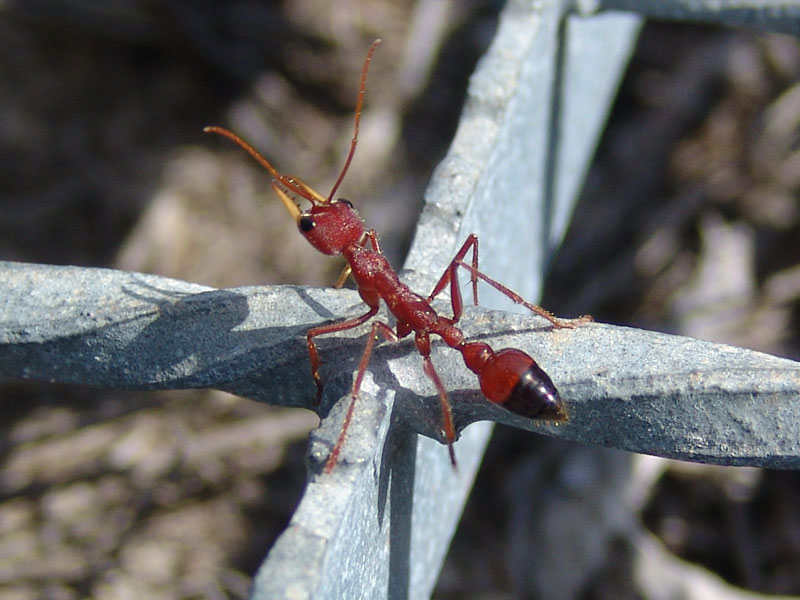
Myrmecia gulosa

## La formica bulldog nella cultura dell'uomo
Le Myrmecia australiane vengono citate dal filosofo Arthur Schopenhauer nel suo trattato "Il mondo come volontà e rappresentazione" del 1819. Il filosofo utilizza l'esempio della formica bulldog australiana per descrivere la continua lotta per la sopravvivenza tipica di tutti gli esseri viventi (uomo incluso). Questa lotta è dovuta a quella forza intrinseca della natura che Schopenhauer chiama "volontà di vivere".
( Arthur Schopenhauer, cap.27 Sull'istinto e sull'impulso creativo, in Il mondo come volontà e rappresentazione,  p.152.)